# Antizoma miersiana
Antizoma miersiana là một loài thực vật có hoa trong họ Biển bức cát. Loài này được Harv. mô tả khoa học đầu tiên năm 1860.